# Die Oberkrainer Polka Mädels
Die Oberkrainer Polka Mädels (in Slowenien Polka Punce) waren eine volkstümliche Musikgruppe aus Slowenien.

## Geschichte
Jože Žlavs und Vera Šolinc (Mutter der Trompeterin Eva Šolinc, bis Oktober 2011 Sängerin der Gruppe Gašperji bzw. Die Jungen Original Oberkrainer, ab 2012 mit neuer Formation Vera & ihre Oberkrainer bzw. in Slowenien Vera & Originali) gründeten im Jahr 2001 das Mädchen-Quintett.
Im April 2008 hatte die Gruppe in der Sendung Wernesgrüner Musikantenschenke des MDR ihre Fernsehpremiere in Deutschland.
Durch das Ausscheiden mehrerer Mitglieder Ende 2011, u. a. der Rechteinhaber des Namens Polka punce hörte die Gruppe Ende 2011 auf zu existieren. Dies wurde in allen slowenischen Musikportalen publiziert. Da die deutschsprachigen Namensrechte in Österreich liegen, gibt es seit Anfang 2012 eine neue Gruppe gleichen Namens, die in Slowenien aber Slovenskih deklet heißt. Sie hat rechtlich und organisatorisch nichts mit der 2011 aufgelösten Gruppe zu tun.

## Auszeichnungen
- 2006: 3. Platz in der Kategorie „Publikumspreis“ beim Oberkrainerfestival in San Floriano del Collio (Provinz Görz, Italien)
- 2007: Beste Nachwuchsgruppe, ausgezeichnet von verschiedenen slowenischen Radiostationen
- 2010: Sieger Alpen Grand Prix Meran, Titel zusammen mit Murtal Express: Wenn Musik erklingt

## Diskografie
- 2003: Ata, mama, dajta gnar[1]
- 2006: Frčafela[1] (slowenisch- und deutschsprachig)
- 2007: Polkasound aus Slowenien[2] (in deutscher Sprache)
- 2011: Wenn Mädels feiern[3] (in deutscher Sprache, 1× chinesisch, 3× slowenisch + 2 Videoclips)
- 2011: 10 let[1] (slowenisch + 1× chinesisch + 1 Videoclip)